# 超完全数
超完全数 (ちょうかんぜんすう、英: Superperfect number）とは完全数を発展させた数で、次の式を満たす整数 n のことである。
{\displaystyle \sigma ^{2}(n)=\sigma (\sigma (n))=2n\,}
ただしσ は約数関数、超完全数は Suryanarayana (1969) によって定義された。
具体的には
2, 4, 16, 64, 4096, 65536, 262144,… (オンライン整数列大辞典の数列 A019279)
である。もし n が偶数の超完全数ならば 2k+1−1 がメルセンヌ素数であるような 2k でなければならない。
奇数の超完全数はまだ知られていない。
奇数の超完全数 n が存在するなら、その数は n または σ(n) が少なくとも3つの異なる素因数からできる平方数でなければならないことは知られている。 
奇数の超完全数は 7 x 1024 までの数では存在しない。

## 概要
以下の約数関数 σ を用いた数式において m = 1 のとき完全数、m = 2 のとき超完全数、そして m ≥ 3 のとき m-超完全数は存在しない。
{\displaystyle \sigma ^{m}(n)=2n}
これよりm-超完全数とは以下の数式を満たす n で(m , k)-完全数という。 
{\displaystyle \sigma ^{m}(n)=kn}
(m , k)-完全数の表記において, 完全数は(1 , 2)-完全数、倍積完全数は(1 , k)-完全数、超完全数は(2 , 2)-完全数となる。
m-超完全数とは(m , 2)-完全数のことである。
以下に(m , k)-完全数の例を示す。
| m | k  | (m , k)-完全数 | OEIS    |
| - | -- | --- | ------- |
| 2 | 2  | 2, 4, 16, 64, 4096, 65536, 262144,… | A019279 |
| 2 | 3  | 8, 21, 512 | A019281 |
| 2 | 4  | 15, 1023, 29127, 355744082763 | A019282 |
| 2 | 6  | 42, 84, 160, 336, 1344, 86016, 550095, 1376256, 5505024,…                                                                                               | A019283 |
| 2 | 7  | 24, 1536, 47360, 343976 | A019284 |
| 2 | 8  | 60, 240, 960, 4092, 16368, 58254, 61440, 65472, 116508, 466032, 710400, 983040, 1864128, 3932160, 4190208, 67043328, 119304192, 268173312, 1908867072,… | A019285 |
| 2 | 9  | 168, 10752, 331520, 691200, 1556480, 1612800, 106151936,…                                                                                               | A019286 |
| 2 | 10 | 480, 504, 13824, 32256, 32736, 1980342, 1396617984, 3258775296,…                                                                                        | A019287 |
| 2 | 11 | 4404480, 57669920, 238608384 | A019288 |
| 2 | 12 | 2200380, 8801520, 14913024, 35206080, 140896000, 459818240, 775898880, 2253189120,…                                                                     | A019289 |
| 2 | 13 | 57120, 932064, 3932040, 251650560 | A019290 |
| 2 | 14 | 217728, 1278720, 2983680, 5621760, 14008320, 298721280, 955367424, 1874780160, 4874428416                                                               | A019291 |
| 3 |    | 1, 12, 14, 24, 52, 98, 156, 294, 684, 910, 1368, 1440, 4480, 4788, 5460, 5840, ...                                                                      | A019292 |
| 4 |    | 1, 2, 3, 4, 6, 8, 10, 12, 15, 18, 21, 24, 26, 32, 39, 42, 60, 65, 72, 84, 96, 160, 182, ...                                                             | A019293 |
- 上の表で(2 , k)-完全数の一覧はオンライン整数列大辞典の数列 A019278を参照。
- (m, k)-完全数を考えたときそれぞれの数の最小回数で整数倍になる m の値は 1, 2, 4, 2, 5, 1, 5, 2, 7, 4, 15, 3, 13,…である。(オンライン整数列大辞典の数列 A019294)
  - 整数倍になる k の値は 1, 2, 5, 2, 24, 2, 24, 3, 168, 12, 1834560, 10,…である。(オンライン整数列大辞典の数列 A019295)
  - それ未満のどの数よりも整数倍になる回数が多くなる数は 1, 2, 3, 5, 9, 11, 23, 25, 29, 59, 67, 101,…である。(オンライン整数列大辞典の数列 A019276)

- 奇数の(2, k)-完全数は 1, 15, 21, 1023, 29127, 550095, 355744082763 である。(オンライン整数列大辞典の数列 A205597)

- (m, k)-完全数で元の数 n と m が n < m の関係を満たすものは 3, 11, 29, 53, 58, 59, 67, 101, 109,…である。(オンライン整数列大辞典の数列 A111227) このときの m はオンライン整数列大辞典の数列 A111726を、k はオンライン整数列大辞典の数列 A111727を参照。